# サシャ・フィッシャー
サシャ・フィッシャー（Sascha Fischer、1971年12月24日 - ）は、ドイツのラグビーユニオン選手。元はバレーボール選手だったがラグビーユニオンに転向した。 

## プロフィール
- バーデン＝ヴュルテンベルク州シュトゥットガルト出身。
- ドイツ代表キャップ数27。
- ポジションはロック(LO)。

## 来歴
ドイツのDSV 1878 Hannoverを皮切りに1996年以降はフランスリーグでプレーし、現在はフランス2部リーグのBugue athletic clubに所属している。